# Tasmin Mitchell
Tasmin Olajuwon Mitchell, (nacido el 25 de junio de 1986 en Baton Rouge, Luisiana) es un exjugador de baloncesto estadounidense. Con 2.01 de estatura, su puesto natural en la cancha era el de alero.

## Trayectoria
- Erie BayHawks (2010-2011)
- Hapoel Holon (2011-2012)
- Triumf Ljubercy (2012-2013)
- Maccabi Rishon LeZion (2013-2014)
- Reims Champagne Basket (2014-2015)
- JSF Nanterre (2015-2016)